# Rosen Kirilov
Rosen Iordanov Kirilov (en bulgare : Росен Йорданов Кирилов), né le 4 janvier 1973 à Vidin en Bulgarie, est un footballeur international bulgare reconverti entraîneur. 